# بيدرو هنريكي ريبيرو غونسالفيس
بيدرو هنريكي ريبيرو غونسالفيس (بالبرتغالية: Pedro Henrique Ribeiro Gonçalves) (2 أكتوبر 1995 في البرازيل) هو لاعب كرة قدم برازيلي في مركز الدفاع. لعب مع نادي كورينثيانز.

## وصلات خارجية
- بيدرو هنريكي ريبيرو غونسالفيس على موقع قاعدة بيانات كرة القدم.إي يو (الإنجليزية)
- بيدرو هنريكي ريبيرو غونسالفيس على موقع Soccerway.com (الإنجليزية)
- بيدرو هنريكي ريبيرو غونسالفيس على موقع AS.com (الإسبانية)